# Albrecht Gerner
Albrecht Gerner, född 21 juli 1681 i Stockholm, död den 29 september 1755 på Venngarn, var en svensk adelsman och militär.

## Biografi
Albrecht Gerner föddes i Stockholm som son till ämbetsmannen Anders Gerner. Han blev student vid Uppsala universitet den 25 april 1701. Han tog värvning som volontär vid Livgardet 1704, och befordrades till rustmästare 1705, förare 1706 och både sergeant och fältväbel 1707. Den 4 mars 1708 bytte han till Livdragonregementet, och fick då officersfullmakt som kornett och ansvar för regementets standar. Under slaget vid Holowczyn den 3 juli samma år blev han illa sårad och fick två hästar skjutna under sig, trots detta lyckades han rädda standaret, som då även hade förlorat sin stång.
Han tillfångatogs efter slaget vid Poltava och var tvungen att delta i tsar Peters triumftåg i Moskva. Han lyckades dock rymma 1716 förklädd till bonde efter att han lärt sig ryska och återvände till Sverige från Solikamsk. Väl tillbaka i Sverige utnämndes han till kapten 1717. Efter kriget blev han den 17 juni 1723 befordrad till major med kaptens ställning vid Jönköpings regemente. Den 11 december 1724 gick han över till Livregementet till häst. Han stannade där till den 16 oktober 1747 då han utnämndes till överstelöjtnant vid Östgöta kavalleriregemente. Han fick överstes avsked i december 1751.
Albrecht Gerner dog på Venngarns slott den 29 september 1755, och ligger jämte sin fru begraven på kyrkogården vid Mariakyrkan i Sigtuna.

### Familj
Albrecht Gerner gifte sig 1719 med grevinnan Anna Gyllenborg, dotter det kungliga rådet och lantmarskalken Jacob Gyllenborg. Paret fick åtta barn, varav fem nådde vuxen ålder.

## Utmärkelser
- Riddare av Svärdsorden - 7 november 1748

## Bilder

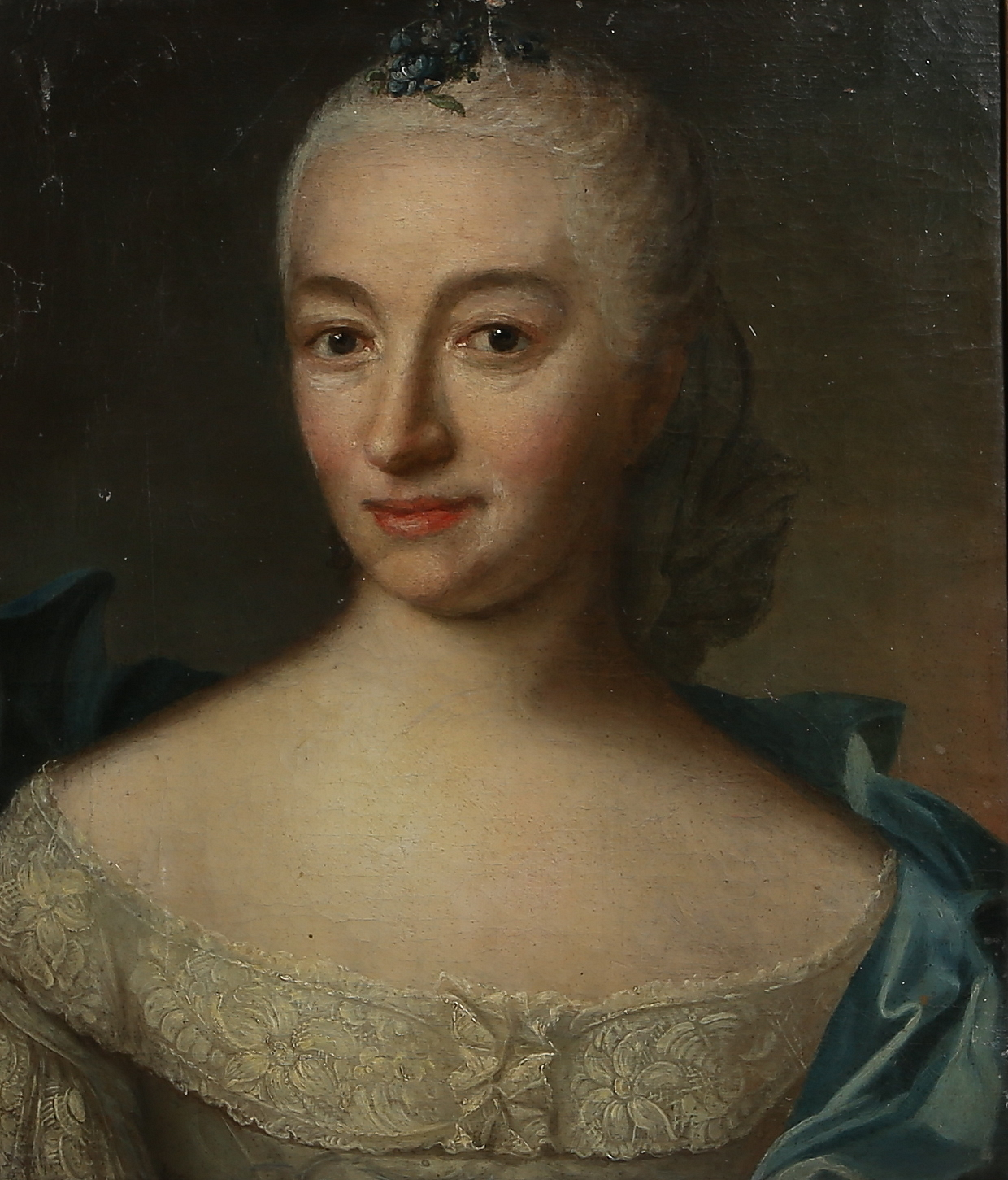
Anna Gerner, född Gyllenborg. Avporträtterad ca 1750 av Johan Henrik Scheffel.